# Mont-Notre-Dame
 Mont-Notre-Dame  là một xã ở tỉnh Aisne, vùng Hauts-de-France thuộc miền bắc nước Pháp.